# Joaquim II de Constantinopla
Joaquim II de Constantinopla (em grego: Ιωακείμ Β΄; 1802 – 5 de agosto de 1878), nascido João Kokkodis (em grego: Ιωάννης Κοκκώδης; romaniz.: Ioannis Kokkodis), foi patriarca ecumênico de Constantinopla duas vezes, entre 1860 e 1863 e novamente entre 1873 e 1878.

## História
João nasceu em Kallimassia, em Quio, em 1802. Ainda muito jovem, ficou órfão de pai e foi criado por sua mãe . Depois de receber uma educação elementar em Quio, continuou seus estudos em Istambul, trabalhando na Igreja de São João de Quio em Gálata. Depois, serviu como bispo metropolitano de Calcedônia e trabalhou com o patriarca Agatângelo e com o bispo metropolitano de Sófia, que o ordenou diácono com o nome religioso de Joaquim. Posteriormente, Joaquim tornou-se secretário especial do metropolitano de Joanina, onde estudou com Atanásio Psalidas e Anastácio Saquelário.
Em dezembro de 1827, com apenas 25 anos de idade, Joaquim foi consagrado bispo de Dryinoupolis, onde ficou até julho de 1835, quando foi transferido para a metrópole de Joanina. Por conta de reclamações da população local, Joaquim foi deposto pelo patriarca Gregório VI em 21 de agosto de 1838 e exilado no Mosteiro da Grande Lavra em Monte Atos. Com a morte de Gregório VI, Joaquim retomou a metrópole de Joanina em 7 de agosto de 1840 e tornou-se membro do Santo Sínodo. Em abril de 1845, quando metropolitano de Cízico Melécio III foi eleito patriarca, Joaquim foi transferido para o seu lugar, onde permaneceu por quinze anos realizando um trabalho memorável.
No final de 1862, numa carta publicada no jornal oficial do Patriarcado Ecumênico, Joaquim interveio na Guerra Civil Americana, assumindo uma inequívoca posição contra a escravidão nos Estados Unidos e, portanto, contra os estados sulistas, que a apoiavam.
Sua eleição ao trono patriarcal foi realizada sob intensa movimentação das várias partes nos bastidores em 4 de outubro de 1860 e seus co-patrocinadores foram o patriarca Calínico de Alexandria e o antigo patriarca ecumênico Ântimo Koutalinos. Durante seu patriarcado, Joaquim se posicionou contra o sistema administrativo aprovado pelo último sínodo patriarcal. Além disto, ele teve que enfrentar a crescente pressão dos jesuítas e a desobediência dos metropolitanos da Bulgária, aos quais foi imposta uma centralização administrativa.
Em 22 de maio de 1863, o episcopado de Lambis foi reconstituído em Creta e, em 27 de maio do mesmo ano, as eparquias de Vellas e Konitsa, ao mesmo tempo que a metrópole de Pogoniani foi abolida. Em 3 de junho, Joaquim fundou a metrópole de Rodópolis a partir das exarquias de Soumelas, Vazelon e Peristereotas por causa de uma nova lei que obrigava a extinção das exarquias. Contudo, Joaquim lidou de forma problemática com a questão monástica surgida na Moldaviláquia quando o governo do monarca Alexandre João Cuza confiscou as propriedades monásticas pertencentes aos patriarcados de Jerusalém, Antioquia e Alexandria, assim como as dos mosteiros de Monte Atos e do Mosteiro de Santa Catarina na região. Por conta disto, Joaquim perdeu o apoio das autoridades otomanas em 9 de julho de 1863 e renunciou em 18 de agosto sob acusações de leigos e do baixo clero. Ele se mudou para Erdek, a partir de onde participou das eleições patriarcais de 1867 e 1871.No verão de 1872, Joaquim retornou para Istambul para tentar recuperar o trono patriarcal.
Em 23 de novembro de 1873, com os metropolitanos de Heracleia, Panaretos, e o de Calcedônia, Gerásimo, Joaquim conseguiu ser re-eleito. Em 1876, fundou um seminário em Fener e mudou para instalações melhores na Grande Escola da Nação a residência e o cemitério patriarcais, doando sua casa e mais 2 000 libras para a Seminário Feminino Joaquino de Quio, que funcionou de 1882 até 1972, quando foi fechado por causa de uma lei extinguindo todas as escolas de educação superior particulares na Turquia.
No trono até sua morte, Joaquim faleceu em 5 de agosto de 1878 e foi sepultado na Igreja de Santa Maria da Fonte, em Istambul.